# خوسيه فالي
خوسيه فالي (بالإسبانية: José Valle)‏ (19 يونيو 1920 في الأرجنتين - 16 سبتمبر 1997 في الأرجنتين) هو مدرب كرة قدم ولاعب كرة قدم أرجنتيني في مركز الوسط. لعب مع أتلتيكو أتلانتا وإنديبندينتي ونادي بورتو ونادي روما ونادي لاردة وClub Atlético Temperley ‏ وLusitano G.C. ‏.

## وصلات خارجية
- خوسيه فالي على موقع قاعدة بيانات كرة القدم.إي يو (الإنجليزية)
- خوسيه فالي على موقع عالم كرة القدم.نت (الإنجليزية)